# Urena
Urena es un género de plantas de flores perteneciente a la familia Malvaceae que crece en variadas áreas tropicales y subtropicales del mundo. Las cultivan por su madera y por su fibra. Se encuentra en los trópicos del nuevo y Viejo Mundo.

## Descripción
Son sufrútices ampliamente ramificados, de 1 m de alto; tallos con pubescencia diminuta. Hojas ancha o angostamente ovadas, anguladas o ligeramente lobadas, más o menos agudas en el ápice, truncadas o cordadas en la base, crenadas, con pubescencia estrellada diminuta, algo discoloras, con un (raras veces más) nectario prominente en la base del nervio principal. Flores solitarias o pocas en las axilas de las hojas, subsésiles o con pedicelos hasta 7 mm de largo; calículo gamofilo, 5-lobado, 5–6 mm de largo, subigual al cáliz; cáliz pubescente, partido hasta la mitad, los lobos ciliados, 1-acostillados; pétalos ca 15 mm de largo, pubescentes externamente, lilas; columna estaminal glabra, las anteras subsésiles. Frutos oblatos, ca 8 mm de diámetro, estrellado-pubescentes y con numerosas espinas gloquidiadas, carpidios 5, no dehiscentes; semillas 1 por carpidio, 3–3.5 mm de largo, glabras.

## Taxonomía
El género fue descrito por Carlos Linneo y publicado en Species Plantarum 2: 692. 1753. La especie tipo es: Urena lobata

## Especies
- Urena lobata
- Urena sinuata